# Cisco (Illinois)
Cisco – wieś w Stanach Zjednoczonych, w stanie Illinois, w hrabstwie Piatt.